# Indokína

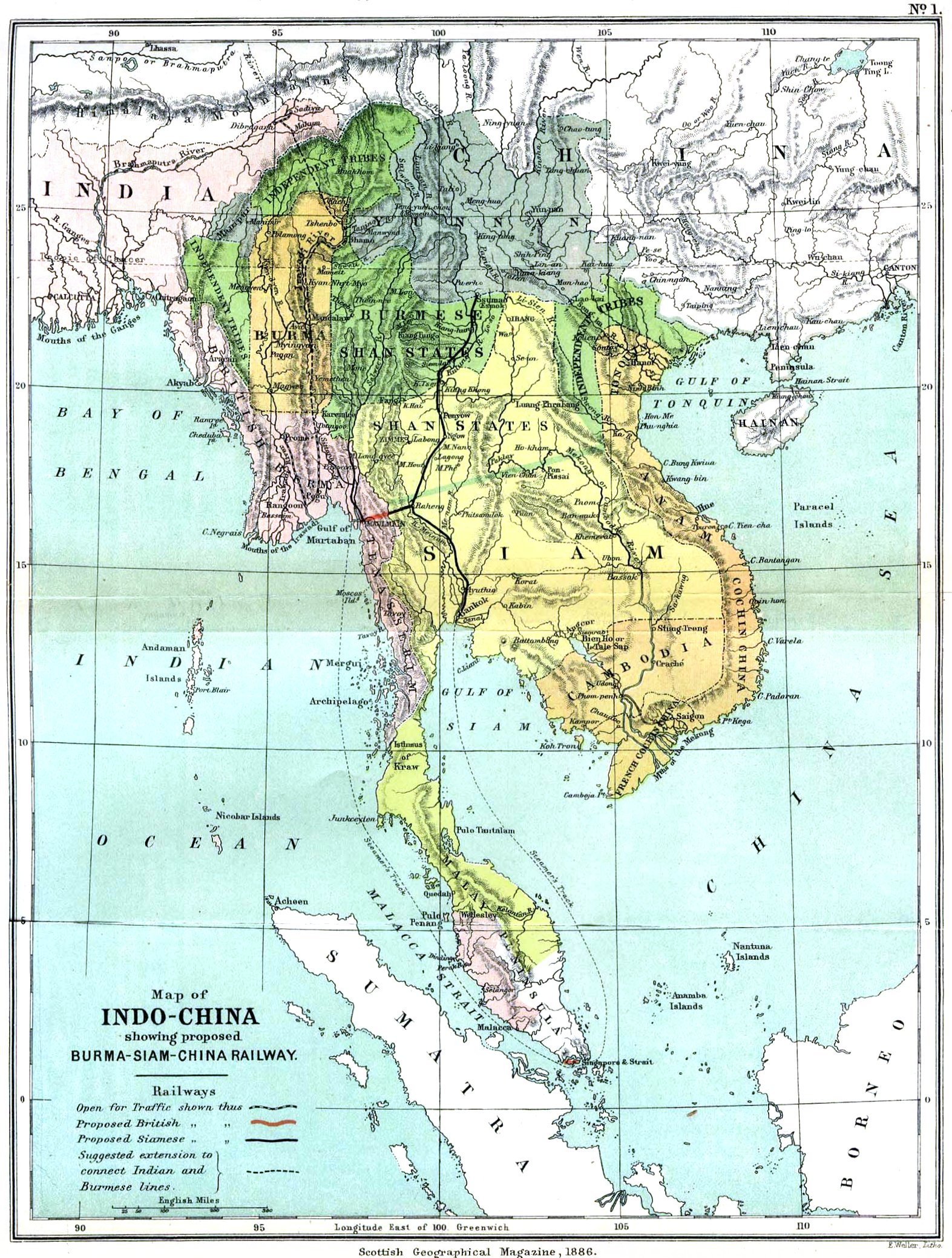
Indokína 1886-ban

Indokína az Indiától keletre és Kínától délre fekvő délkelet-ázsiai régió az Indokínai-félszigeten. Az elnevezés a dán Konrad Malte-Brun térképésztől származik.
Indokína országai:
- Kambodzsa
- Laosz
- Malajzia szárazföldi része (a Maláj-félsziget)
- Mianmar (a volt Burma)
- Thaiföld
- Vietnám

Indokína keleti sávjának országait, Laoszt, Kambodzsát és Vietnámot korábban a Francia-Indokína elnevezés jelölte. Szűkebb értelemben olykor csak ezt a három országot értik Indokína alatt.
Indokína nyugati sávjának, vagyis Mianmar és a Maláj-félsziget területének együttes neve Hátsó-India.

## Francia-Indokína története

Francia Indokína főbb régiói

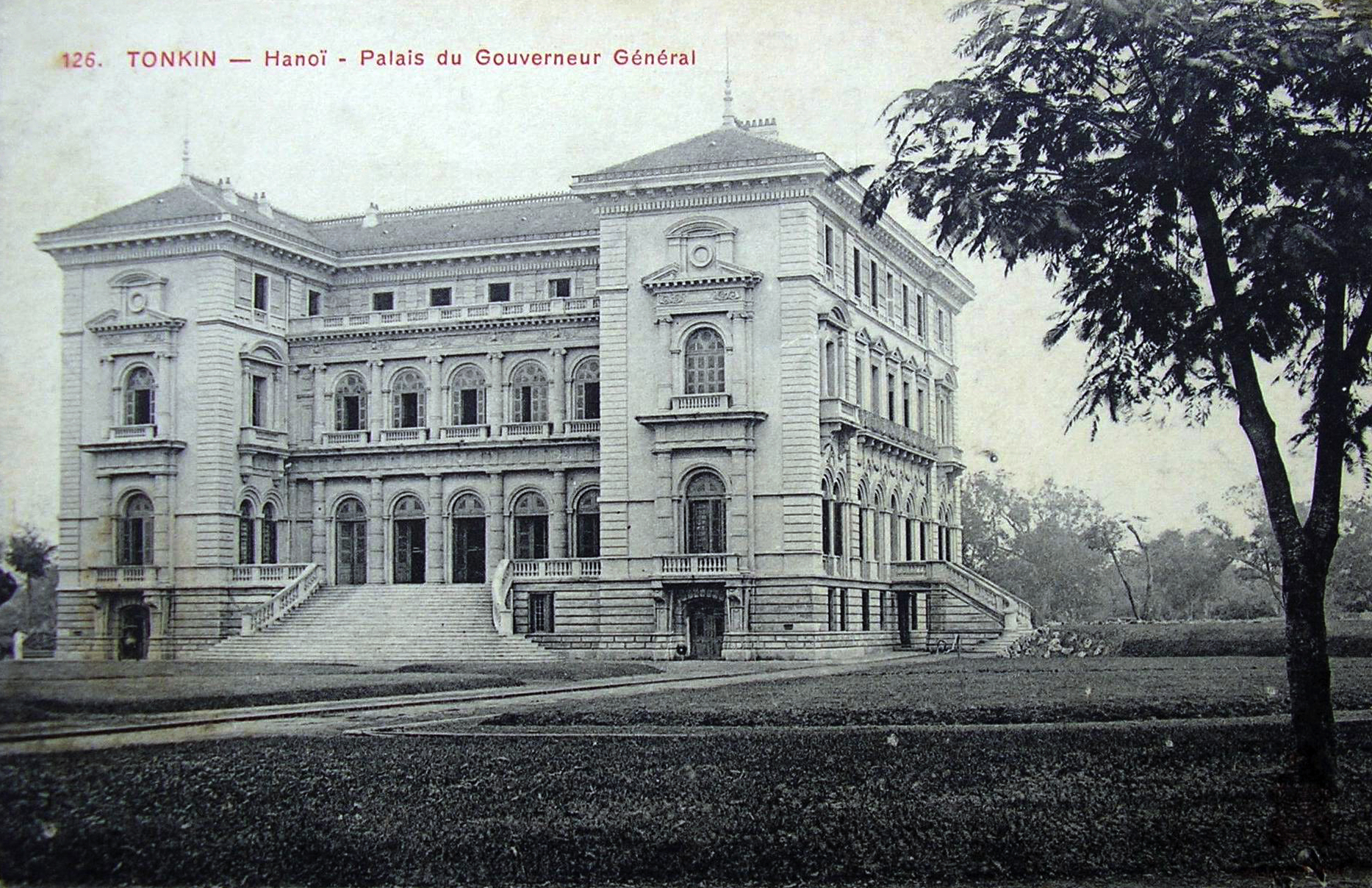
A francia kormányzó rezidenciája Hanoiban, 1920 körül

Francia-Indokína 1887 óta francia gyarmat volt. Ebben az évben keletkezett az Indokínai Unió, mely magában foglalta Kambodzsát (1884 óta francia gyarmat), Annámot (1884 óta protektorátus volt), Tonkint (szintén 1884 óta protektorátus) és Kokinkínát (1867 óta volt gyarmat). Az Unióhoz 1893-ban csatlakozott Laosz, amely szintén francia protektorátus volt. Az Uniót föderális alapon szervezték meg, központja Hanoiban volt, és egy kormányzó vezette. Kokinkínát Saigon fővárossal közvetlenül Franciaország alá rendelték. A francia oktatási rendszert vezették be, valamint nyitottak egy francia egyetemet is Hanoiban. A gyarmatosítással szembeni ellenállás gócpontjai Annam és Tonkin voltak, ahol egy sereg nacionalista mozgalom keletkezett az 1920-as években. A Nghệ Tĩnh-lázadás (1930–31) Vietnám középső részén mégis ezektől függetlenül bontakozott ki. Ez egy parasztlázadás volt, amit kegyetlenül vertek le; körülbelül 10 ezren haltak meg és 50 ezer embert deportáltak. 
1940 szeptemberében a japánok katonai és gazdasági koncessziókat kaptak a Vichy-kormányzattól, ez magában foglalta repülőterek és kikötők szabad használatát is. Ennek eredményeképpen a japán katonaság vált az 1943 óta a vietminh által vezetett nacionalista mozgalmak fő célpontjává, bár a japánok formálisan sosem szállták meg a területet. 1945. március 9-én Macumoto Sun'icsi japán nagykövet ultimátumot adott Jean Decoux kormányzónak, amire az utóbbi nem reagált. A következő napon 750 francia katonát börtönöztek be, akik közül 400-an meghaltak. Kambodzsa, Laosz és Vietnám kikiáltották függetlenségüket. Augusztus 19-én Ho Si Minh csapatai bevonultak Hanoiba, és arra kényszerítették Bảo Đại vietnámi császárt, hogy lemondjon. 
1946. március 6-án Franciaország elismerte Vietnám, Kambodzsa és Laosz autonómiáját, amelyet az Indokínai Föderáción belül élvezhettek, amely a Francia Unió tagja volt. Az első indokínai háború után Franciaország végül elfogadta Kambodzsa és Laosz teljes függetlenségét, és teljesen visszavonult Vietnámból is.
Észak-Vietnámban kommunista, Dél-Vietnámban tradicionális rendszer került hatalomra, amely ellen polgárháború, a második indokínai háború kezdődött.

## Biorégió

Az indomaláj ökozóna biorégiói

Mint biorégió, az indomaláj ökozóna része. A biorégió részben nagyobb, részben kisebb, mint a politikai Indokína, ide tartozik Dél-Kína, viszont Malajzia nem. Utóbbi a maléziai biorégió része.